# Stockamöllan väst
Stockamöllan väst är en bebyggelse i Eslövs kommun.  Bebyggelsen klassades före 2020 och från 2023  som en del av tätorten Stockamöllan, men vid avgränsningen 2020 klassades denna del som en egen småort.